# Diadora
Diadora és una empresa italiana de fabricació de roba i calçat esportiu amb seu a Caerano di San Marco, al Vèneto, fundada el 1948. Diadora també comercialitza pilotes de futbol al mercat estatunidenc.

## Història
Diadora va ser fundada l'any 1948 per Marcello Danieli. El nom de l'empresa prové del nom donat pels grecs de l'Imperi Romà d'Orient a la ciutat dàlmata de Zadar. Danieli, amb la col·laboració de la seva dona, va aconseguir llançar amb èxit el seu primer producte, les botes d'alpinisme.
A mitjans dels anys 1970 Diadora va entrar al món del futbol ajudat per Roberto Bettega que va facilitar informació de consultoria. La companyia també va introduir-se al mercat del tennis signant acords de patrocini amb Björn Borg.
El davanter de l'AC Milan Marco van Basten es va convertir en la cara visible de la marca a finals dels anys 1980 i va llançar les seves pròpies botes de futbol personalitzades, les San Siro Van Basten. Altres jugadors de futbol sota el patrocini de Diadora han estat George Weah, Roberto Baggio, Giuseppe Signori, Francesco Totti, Roy Keane i Antonio Cassano. Entre 1997 i 2000 Diadora va ser el proveïdor oficial de l'equipació de l'AS Roma.
El juny de 2009 Diadora va arribar a un acord de venda amb el fundador i president de l'empresa italiana de sabates Geox, Mario Moretti Polegato, a través del grup d'inversió de la seva família, LIR. El 8 de setembre de 2020, Geox es va declarar en fallida al Canadà.